# 洮源县
洮源县，隋朝时设置的县。
隋炀帝大业二年（606年），改美俗县置洮源县，治所在今甘肃省碌曲县东，属旭州。不久废除旭州，洮源县改属洮州。次年，洮州改为临洮郡。唐朝建立时洮源县已经废除。